# МБО-1
МБО-1 — советская произвольная винтовка с быстрой перезарядкой под патрон с высокой начальной скоростью пули калибра 5,6×39 мм. Предназначена для спортивной стрельбы по мишени «Бегущий олень» на дистанции 100 м. Разработана специалистами Ижевского машиностроительного завода.

## Конструкция
Ствол изготовляется из высококачественного стального сплава. Соединение ствола с коробкой осуществляется посредством направляющего цилиндра и резьбы. Над стволом крепится ленточный обтекатель для отвода потока теплого воздуха при нагреве ствола.
Затвор оружия продольно-скользящего типа аналогичен самозарядной винтовке «Гаранд». Запирание канала ствола осуществляется на два боевых упора при повороте личинки за счет спирального паза рамы. Ёмкость магазина 3 патрона. Подача патрона в патронник производится вручную. Стреляная гильза извлекается из патронника ствола выбрасывателем рычажного типа при перемещении затвора в заднее положение.

## Варианты и модификации
- МБО-1 - первый вариант с 730-мм стволом
- МБО-1М - вторая модель, с 680-мм стволом
- МБО-1К
- МБО-2

## Эксплуатация
- СССР
- Молдова - сертифицирована как спортивное огнестрельное оружие[1]
- Украина — некоторое количество имелось на хранении министерства обороны по меньшей мере до 2012 года (29 февраля 2012 года было принято решение о утилизации двух винтовок этого типа)[2]